# (468861) 2013 LU28
(468861) 2013 LU28, também escrito como (468861) 2013 LU28, é um corpo celeste que está localizado no disco disperso, uma região do Sistema Solar. O mesmo possui uma magnitude absoluta de 7,9 e tem um diâmetro com cerca de 116 km.

## Descoberta
(468861) 2013 LU28 foi descoberto no dia 8 de junho de 2013 pelo Mt. Lemmon Survey.

## Órbita
A órbita de (468861) 2013 LU28 tem uma excentricidade de 0,964 e possui um semieixo maior de 239 UA. O seu periélio leva o mesmo a uma distância de 8,683 UA em relação ao Sol e seu afélio a 470 UA.